# Czerhat
Czerhat (słow. Cserhát, węg. Cserhát-hegység; 517-4) – pasmo niskich gór i wzgórz w Wewnętrznych Karpatach Zachodnich, położone na terenie Węgier (w większości) i Słowacji. Najwyższy szczyt: Karancs (słow. Karanč; 729 m n.p.m.).

## Położenie
Zaliczane do Średniogórza Północnowęgierskiego, góry Czerhat ciągną się w kierunku z północnego wschodu na południowy zachód. Leżą pomiędzy górami Börzsöny na zachodzie i górami Mátra na wschodzie. Od tych drugich oddziela je wyraźnie dolina rzeki Zagyva. Na północy opadają łagodnie ku Kotlinie Ipelskiej i dolinie Ipoli, natomiast na południu w rejonie miejscowości Galgamácsa łączą się ze wzgórzami wokół Gödöllő, które wysuwają się pomiędzy Dunaj a Cisę na północny wschód od Budapesztu. Północno-wschodnia część Czerhatu, na północ od miasta Salgótarján (położona już w większości w granicach Słowacji) nosi słowacką nazwę Cerová vrchovina. Przez najwyższy szczyt (Karancs/Karanč) biegnie granica państwowa węgiersko-słowacka.

## Klimat
Klimat Czerhatu na skutek jego łagodnej rzeźby i nikłego wyniesienia ponad poziom morza różni się nieco od klimatu pozostałych części Średniogórza Północnowęgierskiego. Średnia temperatura lipca wynosi ok. 20 °C, średnia temperatura stycznia ok. -2 °C, a średnia roczna 9,7 °C. Wobec niewielkich różnic wysokości pomiędzy dolinami a szczytami wzniesień, nie przekraczającymi z reguły 450 m, zróżnicowanie temperatur między nimi też nie jest duże. Północny Czerhat (a zwłaszcza Cerová vrchovina) jest nieco zimniejszy niż południowy, co jest spowodowane spływem chłodnych mas powietrza od strony wyższych gór Słowacji. Roczna suma opadów tylko na najwyższych wzniesieniach przekracza 600–700 mm, w niżej położonych częściach (głównie na południowych stokach) osiągając zaledwie 500–600 mm.

## Flora
Roślinność omawianej grupy ma charakter przejściowy między florą panońską a karpacką, z przewagą jednakże gatunków ciepłolubnych. Pierwotnie Czerhat pokrywały zwarte kompleksy lasów liściastych, wśród których dominowały dąbrowy z dębem bezszypułkowym oraz wielogatunkowe lasy liściaste z dębami, grabami, lipami, klonem tatarskim i in. W podszyciu występowały m.in. dereń jadalny, dereń świdwa, głóg dwuszyjkowy, kłokoczka południowa, trzmielina pospolita, leszczyna. W wyższych położeniach, zwłaszcza w północnej części obszaru (Cerová vrchovina), występował obficiej buk pospolity. Wzdłuż większych cieków wodnych rosły lasy łęgowe. Dziś zwarte kompleksy leśne zachowały się głównie na szczytach i grzbietach wzniesień. Gdzie indziej lasy te zostały w znacznej części wycięte. Gliniaste, brunatne gleby leśne zostały zajęte pod uprawy rolne i pastwiska, a tereny nadrzeczne zamieniono w łąki kośne.